# 近田鳶迩
近田鳶迩（ちかだ えんじ、1975年 - ）は、日本の推理作家。千葉県出身。東京都在住。日本電子専門学校卒業。IT系システムエンジニア。2012年、東京創元社主催の第9回ミステリーズ!新人賞を受賞。

## 略歴
2012年に短編「かんがえるひとになりかけ」で第9回ミステリーズ!新人賞（選考委員：桜庭一樹、新保博久、法月綸太郎）を受賞。

## 作品リスト
- 「かんがえるひとになりかけ」（『ミステリーズ!』Vol.55、2012年10月号、東京創元社） - 第9回ミステリーズ!新人賞受賞
  - 『監獄舎の殺人 ミステリーズ！新人賞受賞作品集』(創元推理文庫、2016年12月) に収録
- 「ちいさな尊厳のうた」（『ミステリーズ!』Vol.79、2016年10月号、東京創元社）

## 参考資料
- 東京創元社主催 ミステリーズ!新人賞 案内